# Суо-Нада
Суо-Нада (яп. 周防灘 суо:-нада) — самое западное малое море в составе Внутреннего Японского моря. Отделено от малого моря Иё-Нада воображаемой линией, проведённой между островами Химесима и Иваи-сима.
На западе через пролив Каммон сообщается с плёсом Хибики-Нада Японского моря, на востоке — с Иё-Нада.
Средняя глубина моря — 24,1 м; в западной части глубина составляет около 10 м, в восточной достигает 20-40 м.
В Суо-Нада впадают реки первого класса Саба и Ямакуни.